# Eugène Schneider

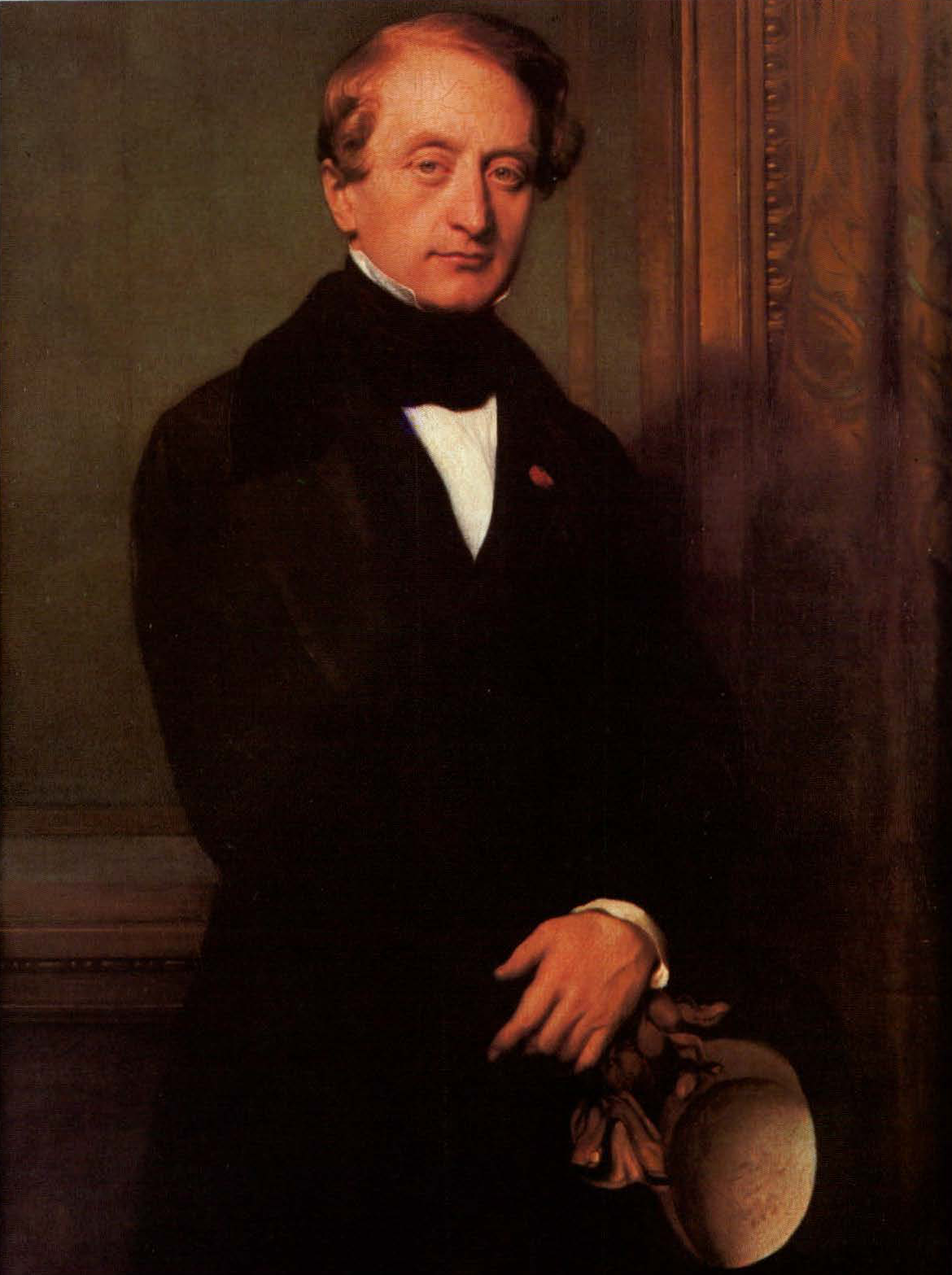
Eugène Schneider

Joseph Eugène Schneider (* 29. März 1805 in Biedesdorf im Département Meurthe; † 27. November 1875 in Paris) war ein französischer Industrieller.

## Leben
Schneider war Sohn von Antoine Schneider (1759–1828), notaire royal und conseiller général de la Moselle, und von Anne-Catherine Durand. 
Schneider war nach dem Tod seines Vaters mittellos. Er arbeitete im Bankhaus Seillière. Dort erkannte man seine Fähigkeiten und er wurde Leiter der Eisenwerke in Bazeilles.  1836 kaufte er mit seinem älteren Bruder Adolphe Schneider (1802–1845) die ehemaligen königlichen Gießereien in Le Creusot und gründete das Stahlwerk Schneider et Cie. (später Schneider SA und Schneider Electric). Das wurde die Grundlage für eines der größten Industrieimperien im Frankreich des 19. Jahrhunderts. Sie bauten 1839 die erste Lokomotive und 1840 das erste Dampfschiff in Frankreich. Sie expandierten auch in die Rüstung und international nach Ost- und Mitteleuropa (Böhmen, Rumänien, Polen, Ungarn). 
Schneider war auch politisch aktiv und wurde 1845 und 1846 in die Nationalversammlung gewählt. 1851 war er kurze Zeit Minister für Landwirtschaft und Wirtschaft. Ab 1852 war er wieder in der Nationalversammlung, wo er Napoleon III. unterstützte. Zeitweise war er Vizepräsident und Präsident der Nationalversammlung.
1864 war er erster Präsident der Bank Société Générale. 
1874 erlitt Eugène Schneider einen Schlaganfall und war danach teilweise gelähmt. Am 27. November 1875 starb er im Alter von 70 Jahren in Paris und wurde auf dem Friedhof von Le Creusot (Département Saône-et-Loire) bestattet. 
Auch seine beiden Söhne waren in der Politik. Einer davon war Henri (1840–1898), der die Firma nach dem Tod seines Vaters leitete, gefolgt von seinem Sohn Eugène II Schneider (1868–1942) und dessen Sohn Charles Schneider (1898–1960).

## Ehrungen
Schneider ist einer der 72 Namen auf dem Eiffelturm. Er erhielt das Großkreuz der Ehrenlegion.
In Le Creusot wurde ihm zu Ehren ein Denkmal errichtet.